# Shiba Kōkan
Shiba Kōkan (司馬江漢, 1747-1818), connu également sous le nom de Suzuki Harushige (鈴木春重), est un peintre et un spécialiste de l'estampe japonaise de l'ère Edo, connu d'une part pour ses peintures de style occidental yō-ga, imitant le style, les méthodes, et les thèmes des peintures à l'huile néerlandaises qu'il signe du nom de Kōkan, et d'autre part pour ses estampes ukiyo-e, qui sont pour l'essentiel des copies des œuvres de Suzuki Harunobu, qu'il signe alors du nom de Harushige.

## Shiba Kōkan, imitateur de Harunobu et de l'Occident
Shiba Kōkan commence sa carrière à l'âge de 15 ans à l'école Kanō, à Edo. Il quitte l'établissement six ans plus tard. Élève de Suzuki Harunobu, de Sō Shiseki et de Gennai Hiraga, il imite le style de ses maîtres, notamment celui de Suzuki Harunobu. Après la mort de ce dernier, en 1770, Shiba Kōkan signe en tant que Harunobu sur un grand nombre de ses propres œuvres, qui passent apparemment à son époque pour des œuvres véritables du maître. De nos jours, les historiens d'art ont identifié le style calligraphique distinct des fausses signatures de Harunobu, la perspective occidentalisée et les silhouettes un peu moins délicates des œuvres de Harushige.
Plus tard, Shiba Kōkan prend du recul de la tradition de l'ukiyo-e pour se rapprocher de la peinture réaliste occidentale et de ses techniques d'ombrage et de perspective. Il apprend la gravure sur cuivre et la peinture à l'huile à travers des publications néerlandaises, les seuls livres étrangers disponibles à l'époque.
En 1783, il devient l'un des premiers artistes japonais à employer avec succès la gravure sur cuivre, avec l'estampe Vue sur Mimeguri (Mimeguri Keizu).
En 1788, il se rend à Nagasaki et visite l'enclave commerciale hollandaise sur l'île de Dejima. Son récit du voyage apparaît dans Compte rendu d'une visite occidentale (Saiyū ryodan), de 1794. Il produit également des peintures à l'huile et publie, en 1799, sa Dissertation sur la peinture occidentale (Seiyō-gadan).
Shiba Kōkan maîtrise un grand nombre de styles très différents. Il est également un grand innovateur, explorant de nouvelles méthodes et de nouveaux styles de son invention. il ne cherche pas à cacher ou à masquer les faux qu'il créée ainsi, puisqu'on dit qu'il se vante ouvertement de sa capacité à imiter aussi bien le style du maître.
Comme beaucoup d'autres artistes de l'ère Edo, Shiba Kōkan utilise un grand nombre d'autres noms à tel ou tel moment de sa carrière, bien que « Shiba Kōkan », « Suzuki Harushige » et des variations proches de ces noms soient ceux dont il se sert le plus souvent. Parmi les variations, on trouve Shiba Shun et Suzuki Shun (« Shun » étant la lecture chinoise du caractère « haru » qui forme les noms de Harunobu et de Harushige). Parmi ses autres noms, on compte Andō, Kichijirō, Katsusaburō, Fugen-dōjin, Kungaku, Rantei et Shunparō.
Dans ses dernières années, il tourne ses études vers la philosophie chinoise, notamment les écrits de Lao Tseu et Confucius. Il pratique également le bouddhisme zen et se rend au temple Engaku, à Kamakura.

## Intérêt pour la science et l'astronomie
Résidant à Nagasaki, port par où arrivent les gravures et peintures néerlandaises, Shiba Kōkan est un élève du rangaku (« études néerlandaises ») en plus de son activité d'artiste. Intéressé en particulier par l'astronomie, il écrit et illustre un livre sur les théories de Copernic, intitulé Kopperu temmon zukai (コッペル天文図解, « Explication illustrée de l'astronomie de Copernic »).
Sans qu'on ait pu le prouver, on pense que Hokusai a pu recevoir son enseignement sur la perspective occidentale, qui marque profondément toute son œuvre. Il est en tout cas influencé par Shiba Kōkan, dont il partage le large intérêt pour l'exploration de voies nouvelles.

## Galerie

Œuvres de Shiba Kōkan (1747 - 1818)
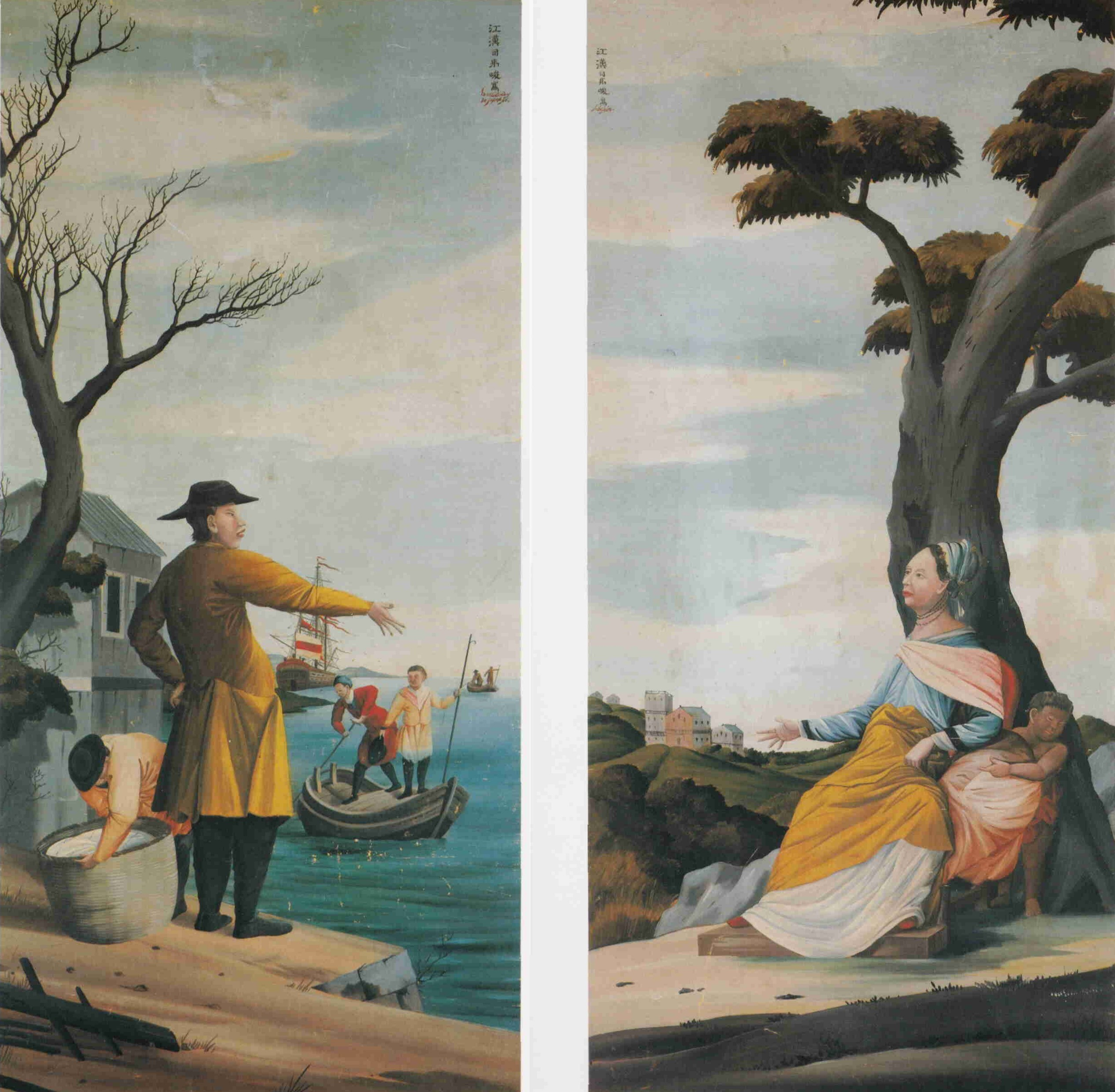
Deux peintures de style occidental, 1790.
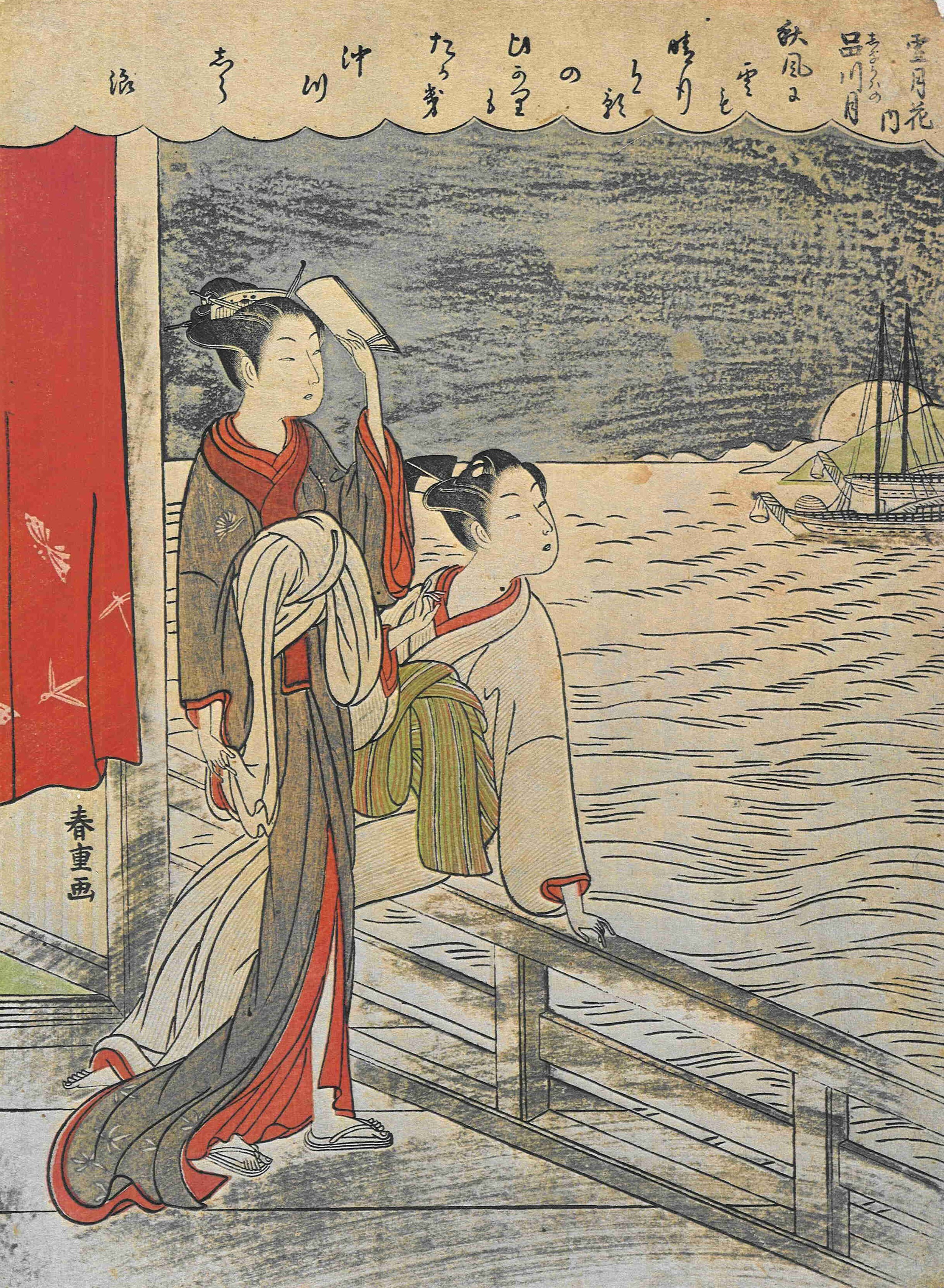
Filles regardant la lune à Shinagawa, 1780.
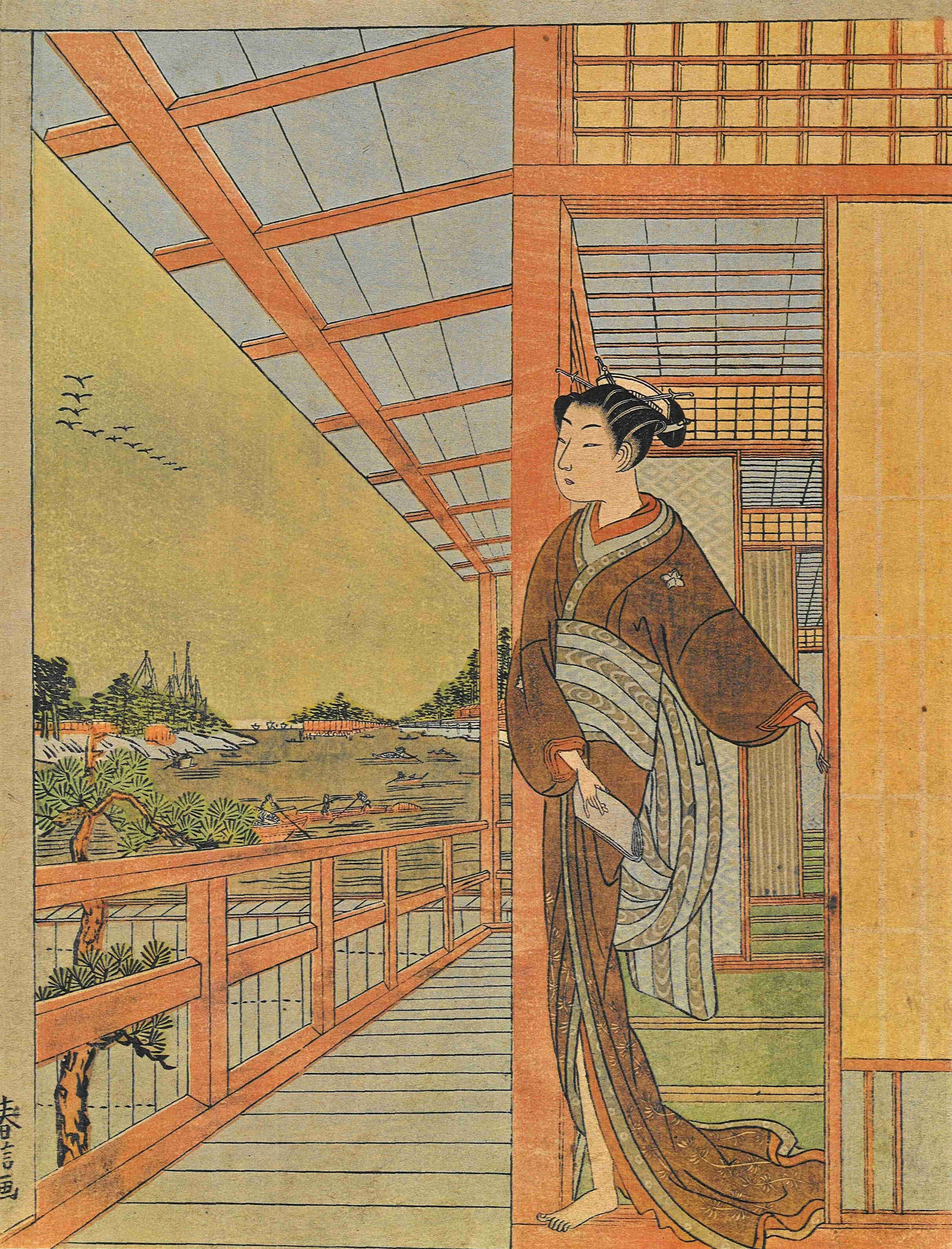
Fille sur une véranda, 1770.
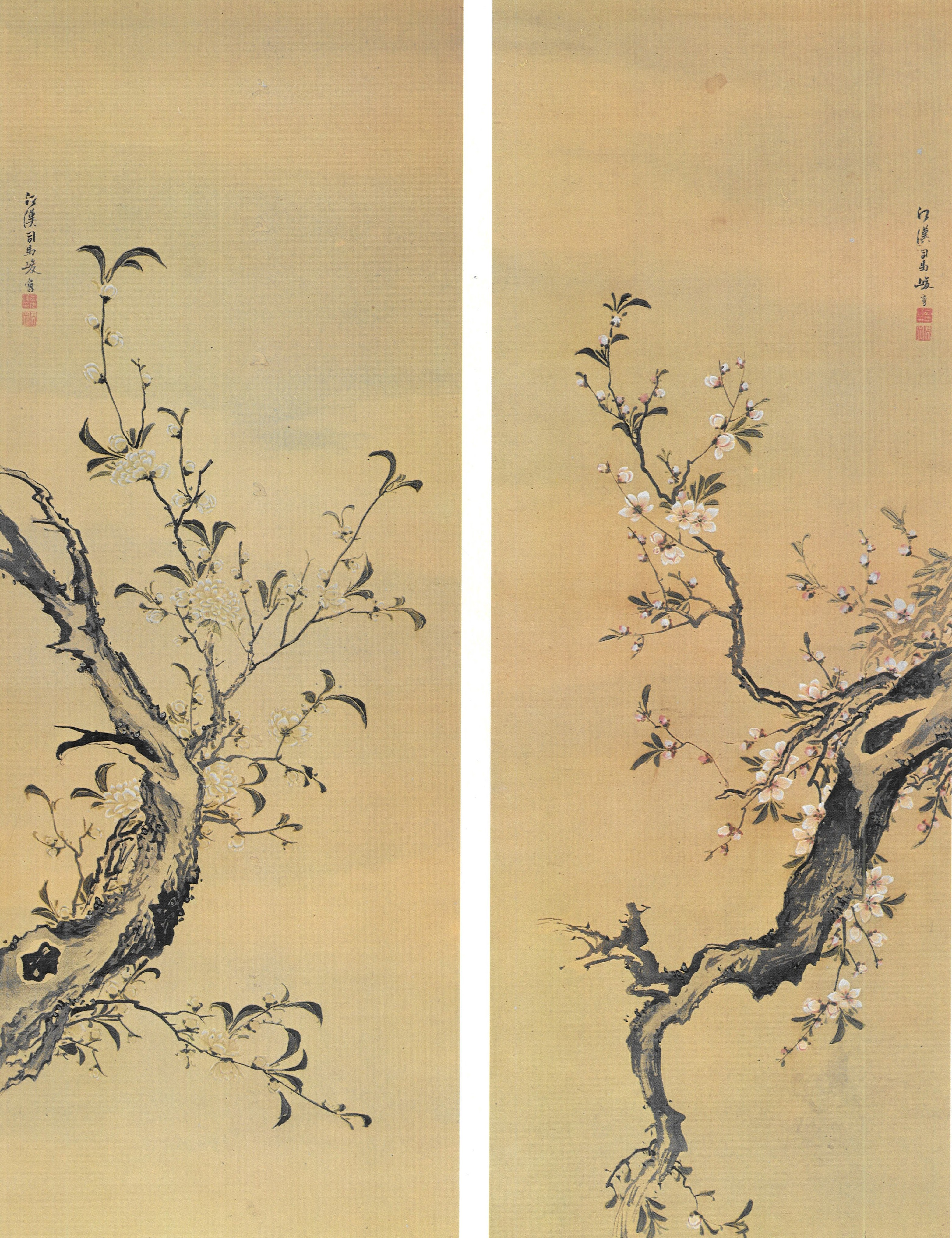
Branches d'arbres, 1770.
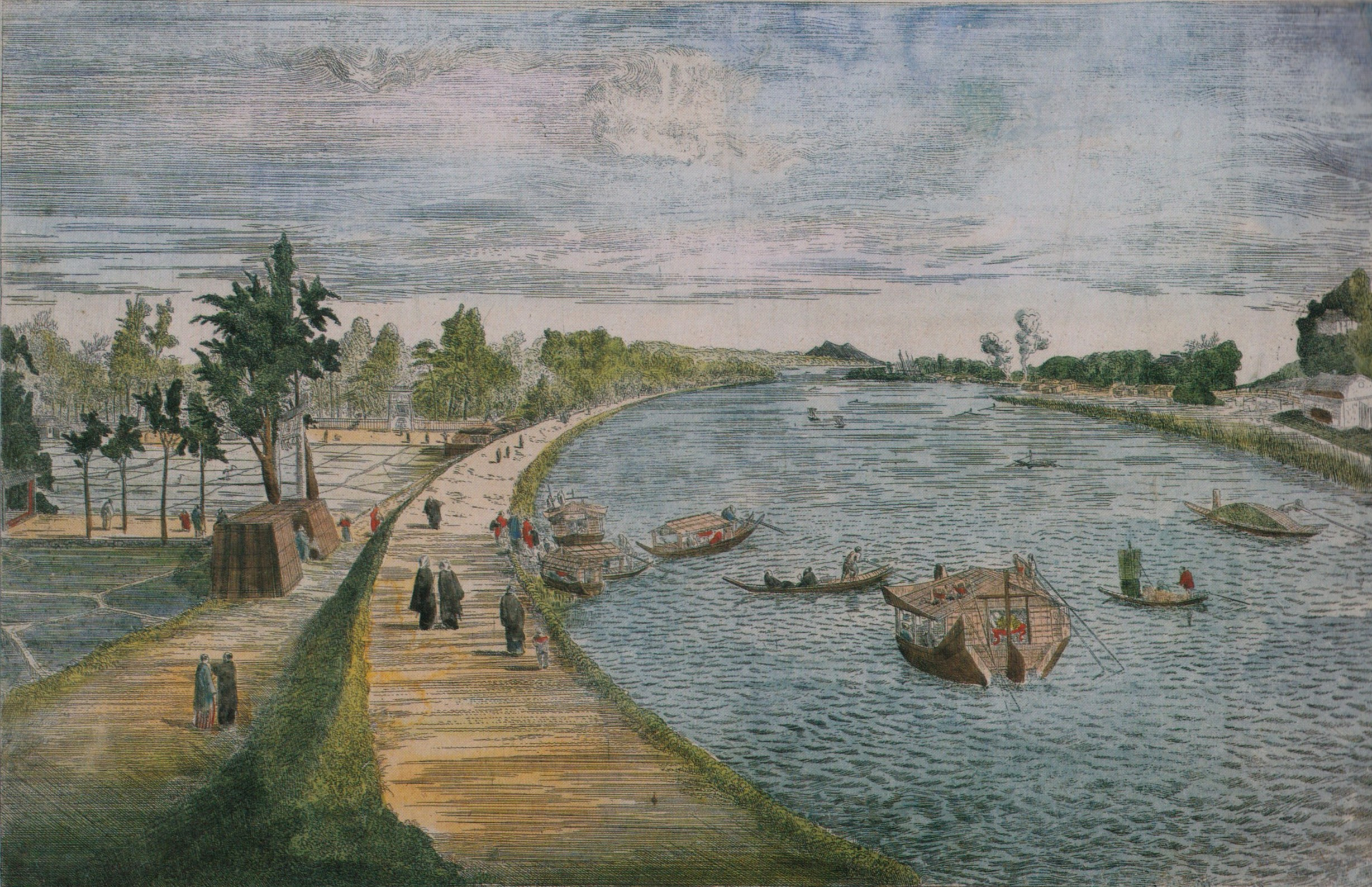
Mimegurinokei. Sur le fleuve Sumida à Edo, 1783.
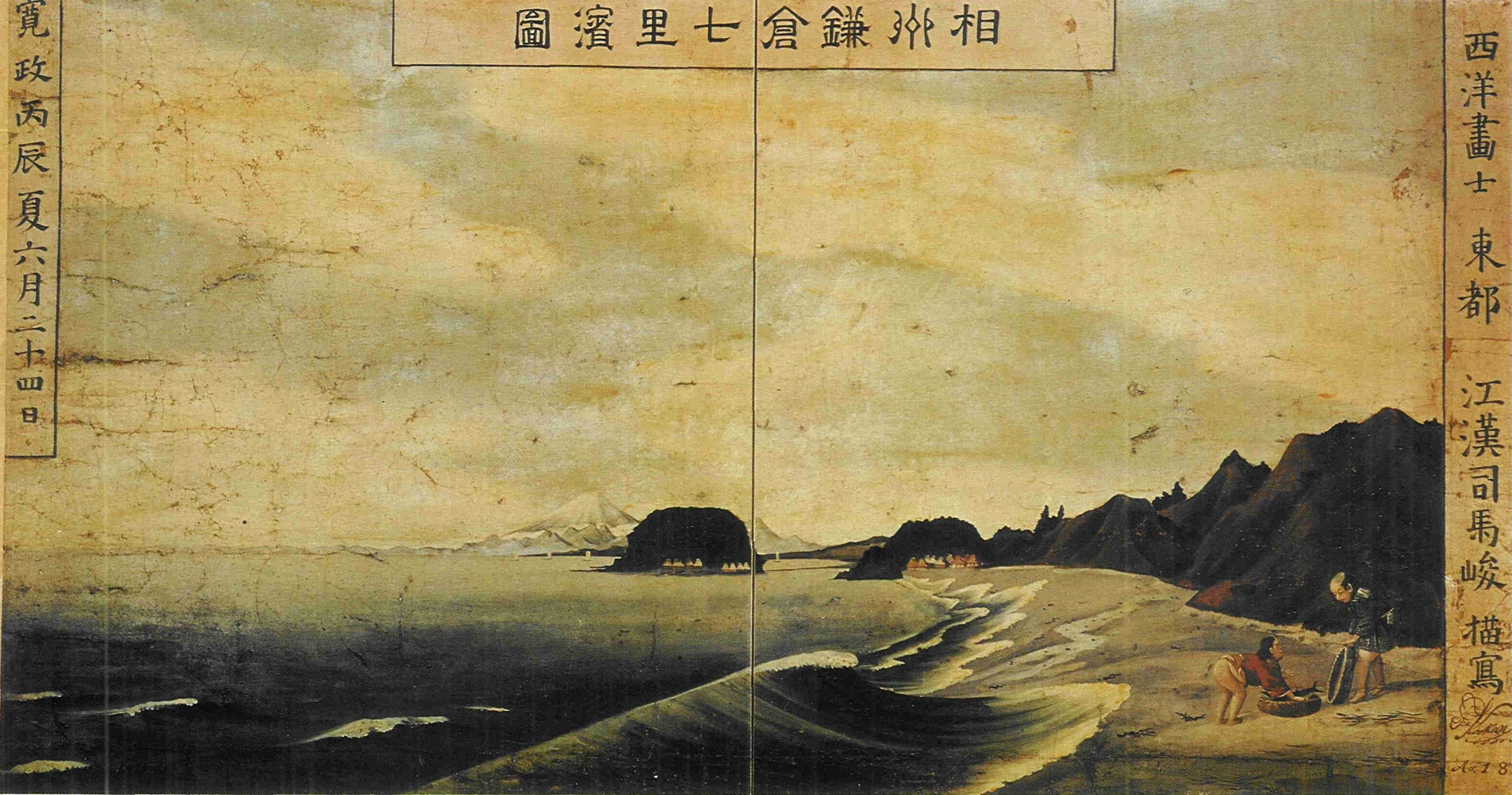
La plage des sept miles (11,2 km) , vers 1790.

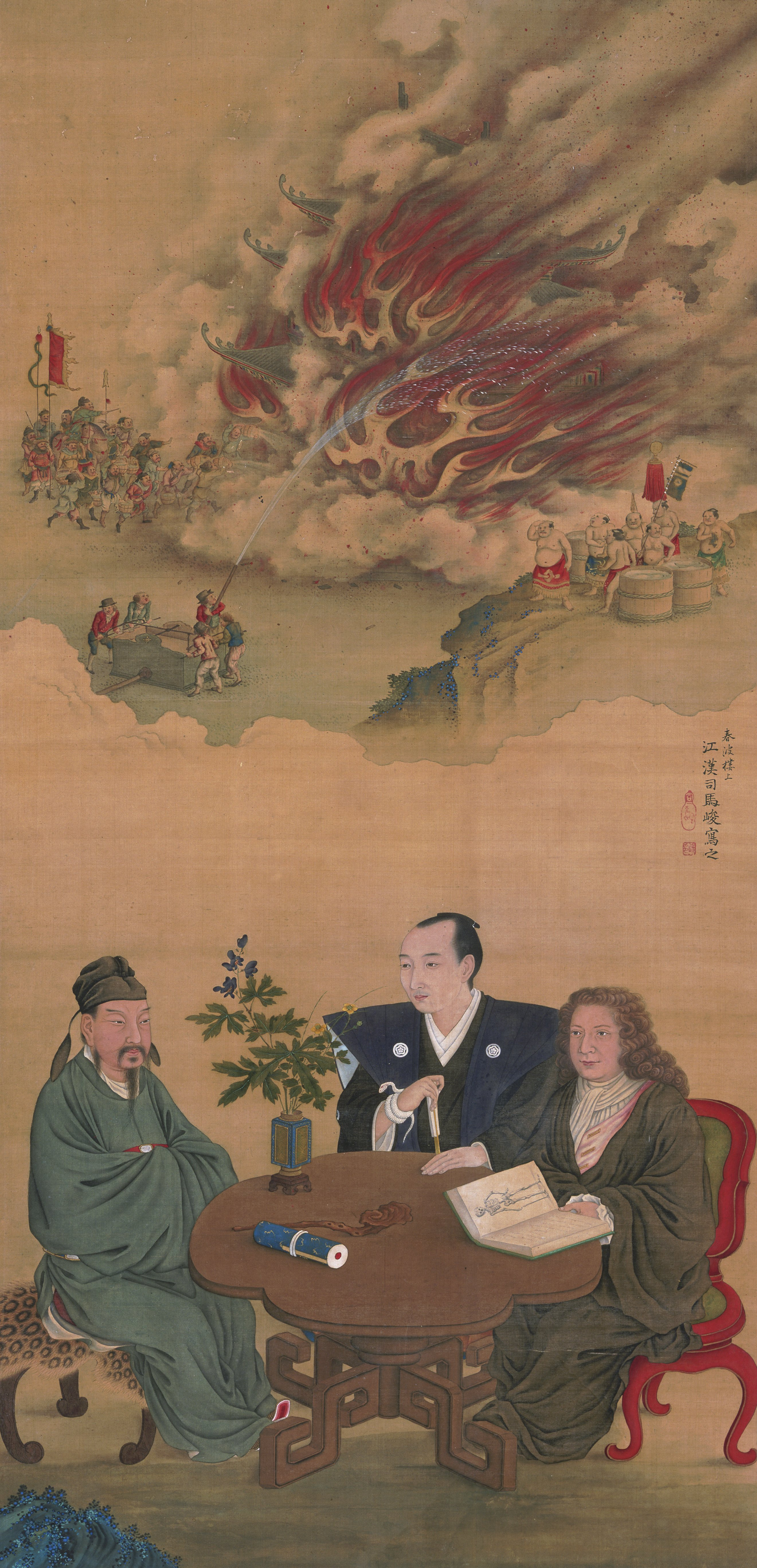
Rencontre du Japon, de la Chine et de l'Occident, XVIIIe ou XIXe siècle, encre et couleurs sur soie, rouleau suspendu, 101 × 49 cm, Minneapolis Institute of Art, États-Unis.